# Reportage November
Reportage November är en skräckfilm från 2022 skapad av Carl Sundström med Signe Elvin-Nowak, Jonas Lundström, Isabel Camacho och Cristian Åsvik i rollerna.

## Handling
En ung kvinna hittas död och hennes unga dotter är spårlöst försvunnen. Polisen står handfallna och utredningen läggs ned. Detta leder till att en grupp frilansjournalister tar sig an att undersöka det närmare. Gruppen, ledd av den berömda journalisten Linn Söderqvist, beslutar sig för att åka till norra Sverige och undersöka händelsen närmare. Det leder dem i i de mörka skogarna där deras jakt på sanningen förvandlas till deras värsta mardröm.

## Övrigt om filmen
Reportage November släpptes på streamingtjänster i Nordamerika under 2022 av distributionsbolaget Terror Films.